# Fratte Rosa

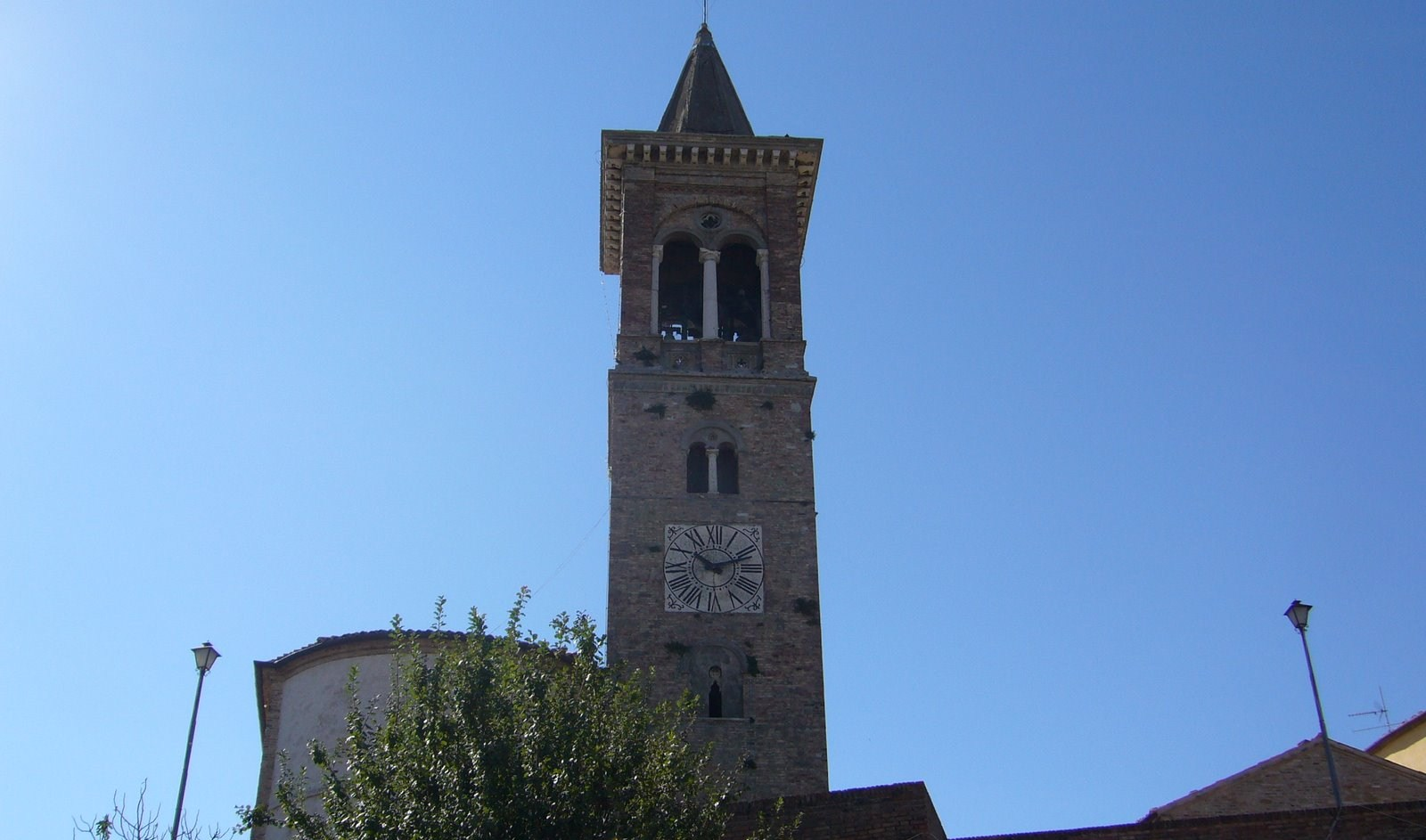
Der Campanile von Fratte Rosa

Fratte Rosa ist eine italienische Gemeinde (comune) mit 851 Einwohnern (Stand 31. Dezember 2023) in der Provinz Pesaro und Urbino in den Marken. Die Gemeinde liegt etwa 31 Kilometer südlich von Pesaro und etwa 23,5 Kilometer ostsüdöstlich von Urbino und gehört zur Comunità montana del Catria e Cesano.